# Anseong
Anseong (Anseong-si; 안성시; 安城市) è una città della provincia sudcoreana del Gyeonggi.